# 伊冯娜·米切尔
伊冯娜·米切尔（英語：Yvonne Mitchell，1915年7月7日—1979年3月24日），女，英国演员。曾获得英国电影学院奖最佳女主角。